# Carlo Ossola

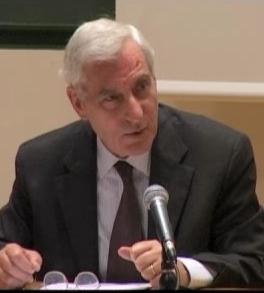
Carlo Ossola en 2008.

Carlo Ossola (Turín, el 11 de marzo de 1946) es un filólogo y crítico literario italiano. En 2000 fue nombrado profesor de la institución docente francés el Colegio de Francia para una cátedra de Littératures modernes de l’Europe néolatine.

## Biografía
…

## Premios y distinciones
Carlo Ossola es miembro de
- la Accademia Nazionale dei Lincei (Roma)
- la Accademia letteraria italiana Arcadia (Roma)
- la Accademia delle Scienze (Turín)
- la British Academy for the Humanities and Social Sciences.

Ha recibido varios premios
- en 1975, premio Bonavera por las Bellas Letras, Accademia delle Scienze, Turín
- en 1979, premio Vallombrosa por la crítica y la poesía, Florencia
- en 1991, premio Roncaglia por las Bellas Letras, Accademia Nazionale dei Lincei, Roma
- en 1997, premio Antonio Feltrinelli por la crítica literaria, Accademia Nazionale dei Lincei, Roma
- en 2010, premio Cesare Pavese por Il continente interiore (Marsilio, 2010)[1]
- en 2012, premio de la Fondazione del Centenario de la BSI (Banca della Svizzera Italiana).[2]
- en 2012, premio De Sanctis por Introduzione alla Divina Commedia[3]